# Cryphia medialis
Cryphia medialis là một loài bướm đêm trong họ Noctuidae.